# 연제원
연제원(延濟源, 1927년 6월 16일~2010년 5월 6일)은 대한민국의 정치인이다. 제11·13대 국회의원을 지냈다. 본관은 곡산. 호는 靑岩. 출생지는 서울이다.

## 학력
- 우신국민학교 졸업
- 중동중학교 졸업
- 수도공업고등학교 졸업
- 국민대학교 정치외교학과 학사
- 경남대학교 대학원 행정학과 행정학 석사
- 연세대학교 대학원 건축공학과 공학석사
- 서울대학교 경영대학원 경영학 석사

## 경력
- 삼모흥업(주), (주)삼모 회장
- 한일 의원연맹 간사
- 제11대 국회의원 (민주한국당)
- 제13대 국회의원(자유민주연합)
- 국회 예결위원, 교체ㆍ통일위 간사, 행정위원
- 민자당 영등포 갑구 지구당 위원장
- 수도공고, 경남대 총동창회 회장
- 청암장학회 이사장, 관동노인장수대학 학장
- 한나라당 국책 자문위원

## 역대 선거 결과
|  | 21.6% |

|  | 15.6% |